# Économie de la dynastie Song
Cet article fait partie d'un « bon thème » labellisé en 2012.
 (décembre 2019).

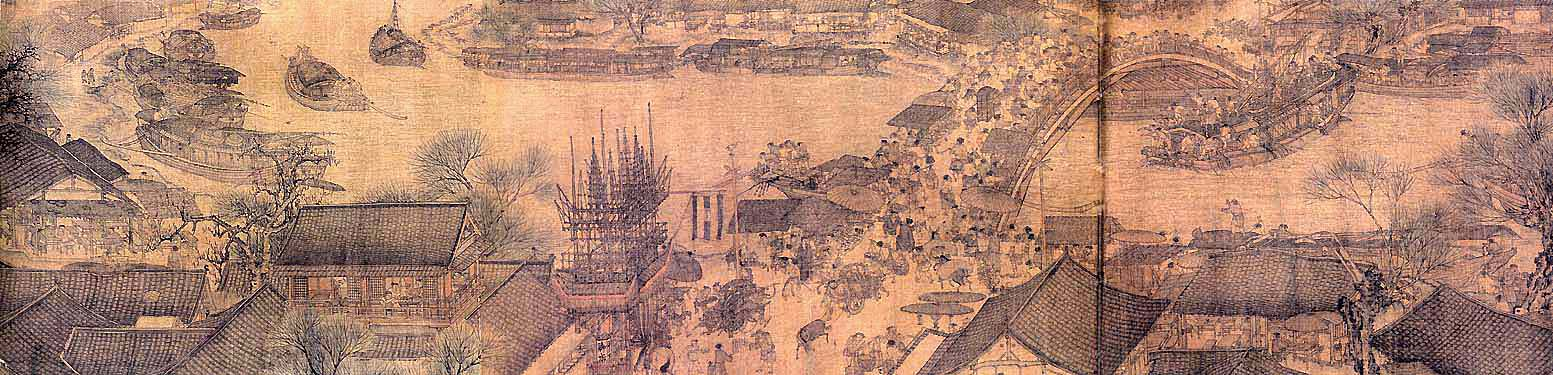
Extrait du Qingming Shang He Tu (Le Jour de Qingming au bord de la rivière), une grande peinture sur rouleau horizontale de Zhang Zeduan, début du XII.

L'économie de la Chine sous la dynastie Song (960-1279) est marquée par une expansion commerciale, une prospérité financière, une ouverture commerciale croissante et une révolution dans la productivité agricole. La croissance des finances privées stimule le développement du marché à l'échelle nationale qui relie les provinces côtières à l'intérieur. L'économie Song donne naissance à une énorme explosion démographique, issue de l'augmentation de la culture agricole au cours des Xe et XIe siècles qui a doublé la population totale de la Chine, qui atteint 100 millions d'individus (contre environ 50 millions durant la précédente dynastie Tang).
On note également sous la dynastie Song une augmentation notable des contacts commerciaux avec le reste du monde. Des marchands engagent des investissements dans le commerce extérieur en direction de multiples ports jusqu'en Afrique orientale. Cette période est aussi témoin du développement du premier billet de banque au monde (voir Jiaozi)  , qui est mise en place à une large échelle. Combiné avec un système unifié de taxes et des routes commerciales sûres, par voie terrestres ou par des canaux, cela conduit à un développement durable du marché intérieur chinois. Alors qu'une large part des revenus du gouvernement central est consommée dans les besoins militaires, les taxes imposées sur le commerce grandissant en Chine remplissent les coffres du gouvernement Song.Le gouvernement Song impose des monopoles sur la fabrication et le commerce d'un certain nombre de produits, afin de stimuler les revenus et de sécuriser les ressources qui sont vitales à la sécurité de l'empire, comme les composants chimiques pour la poudre à canon.

## Agriculture

### Expansion des terres et des techniques

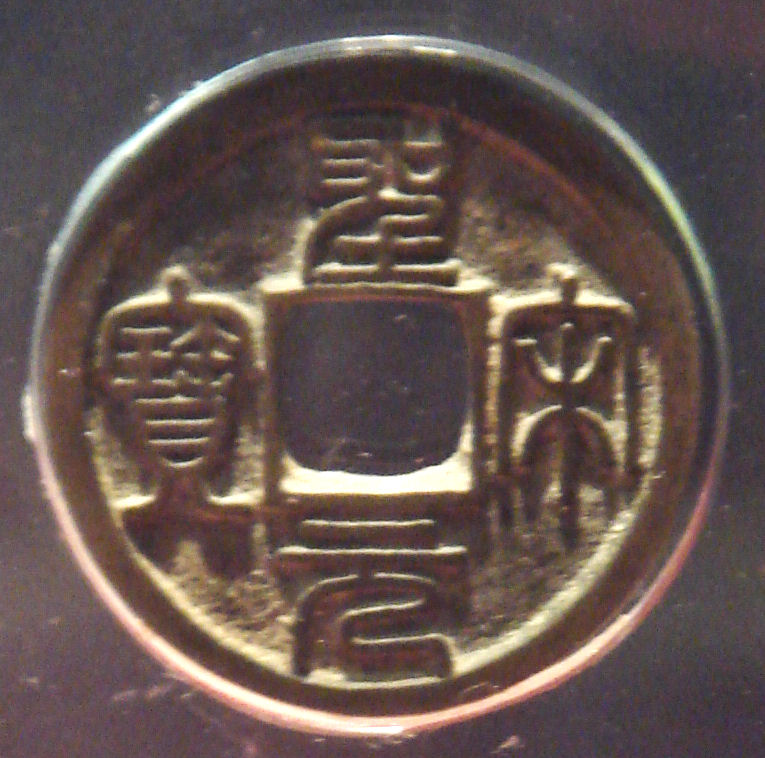
Pièce de monnaie de la dynastie des Song du Nord (聖宋元寶).

Les terres agricoles connaissent une importante expansion sous la dynastie Song. Le gouvernement encourage le peuple à irriguer les terres arides et à les cultiver. Quiconque conquiert de nouvelles terres et paie des impôts se voit garantir un titre de propriété à vie sur celles-ci. Avec cette politique, les terres cultivées sous la dynastie Song sont estimées à 720 millions de mu, une superficie non atteinte durant les dynasties Ming et Qing.
L'irrigation des terres arables est grandement encouragée durant cette période. L'éminent homme politique et économiste Wang Anshi promulgue « la Loi et le Décret sur l'irrigation » en 1069 qui soutient l'expansion du système d'irrigation en Chine. En 1076, près de 10 800 projets sur ce thème sont accomplis. Ils irriguent plus de 36 millions de mu de terres à la fois publiques et privées. Les principaux projets d'irrigation incluent de dragage du fleuve Jaune au nord de la Chine et la création de terres artificielles à base de limon dans la vallée du Lac Tai. Conséquence de cette politique, les récoltes triplent en Chine. Les terres agricoles produisent environ 2 tan (unité représentant environ 150 kg) de grain par mu, à mettre en comparaison du rendement d'un tan durant la dynastie Han et 1,5 sous la dynastie Tang.
Le développement agricole de la Chine sous la dynastie Song est marqué par des améliorations dans les outils agricoles, les semences et les engrais. L'utilisation de la charrue incurvée en fer inventée lors de la dynastie Tang (618-907) et décrite dans « Le Classique de la charrue » de Lu Guimeng se généralise. La dynastie Song améliore cet outil et invente une charrue en acier conçue spécialement pour les jachères. Sa lame en acier est plus courte, mais plus épaisse et particulièrement efficace dans la coupe de roseaux et de racines qui jonchent les zones humides de la vallée de la rivière Huai He. Un outil pour aider la plantation, appelé « cheval de plantation », est également inventé durant cette période. Il est composé de bois de jujubier commun et de paulownia. Les fermiers chinois utilisent aussi des roues à aubes pour exploiter l'énergie des rivières et amener l'eau pour l'irrigation des terres cultivées.
Chaque roue à aubes mesure environ 30 chi de diamètre et possède dix tubes de bambous destinés à transporter l'eau, qui sont fixés sur le périmètre de la roue. Certains fermiers utilisent parfois trois étages de roues à eau afin d'amener l'eau à plus de 30 chi de hauteur.
Les semences de riz Champa à haut rendement, le riz jaune coréen, les pois verts indiens et les pastèques du Moyen-Orient sont introduits en Chine durant la dynastie Song augmentant grandement la variété de sa production agricole. Les fermiers chinois insistent sur l'importance des excréments humains pour usage d'engrais. Ils découvrent que leur utilisation peut transformer un terrain stérile en terre fertile. Chen Pu écrit dans son « Livre sur l'agriculture » en 1149 que « l'idée reçue selon laquelle les terres s'épuisent après trois à cinq années de culture est erronée. Si on les complète fréquemment de nouvelle terre et les guérit avec des excréments, alors les terres deviennent plus fertiles ».

### Cultures spéculatives
La culture du coton est introduite depuis l'île de Hainan et s'étend dans la Chine centrale. La technique alors employée consiste à collecter les fleurs de coton, les dénoyauter puis les battre en vrac avec des bâtons de bambou. les fils sont alors tirés puis tissés en une toile appelée jibei. Cette toile, généralement large, est souvent teinte dans de couleurs vives. Parmi le emplois principaux de cette toile, on trouve des dessus de lit, formés de deux pièces d'étoffe, ainsi que des rideaux, formés de quatre pièces. Dans le domaine du tissage, le chanvre est également très répandu pour la confection de linge de corps.
Par ailleurs, la région du Mont Dongting à Suzhou voit fleurir des fermes indépendantes cultivant le mûrier, dont les feuilles sont destinées à nourrir les vers à soie.
Connue en Chine depuis l'époque des Royaumes combattants, la culture de la canne à sucre s'étend dans la vallée du lac Tai. L'écrivain Wang Zhuo livre avec son « Classique du sucre » (1154) le premier livre traitant de l'industrie sucrière en Chine, décrivant avec force détails la méthode de culture et de transformation de la canne à sucre.
La culture du thé durant la dynastie Song est trois fois plus importante que durant la dynastie Tang. Selon une étude datant de 1162, les plantations de thé s'étendent sur 66 préfectures dans 244 xian. La plantation impériale de Beiyuan est située dans la préfecture de Fujian. Elle produit plus de quarante variétés de thés à destination de la cour impériale. Seule la pointe tendre de la feuille de thé est cueillie, hachée et pressée dans des moules à thé, brocardés de motifs de dragons, connus sous le nom de « moules à thé du dragon »
Avec la croissance des villes, les fermes de légumes apparaissent dans les banlieues. Dans la Chine méridionale, en moyenne un mu de rizière nourrit un homme, alors qu'au Nord il faut trois mu pour un homme, contre seulement un mu de légumes pour nourrir trois hommes.
Les pépinières de fleurs se développent également. La pivoine est la fleur préférée des familles riches et puissantes. Plus de quatre-vingt-dix variétés de pivoines sont ainsi cultivées. Le jasmin et le pommier sauvage introduits de Perse sont également exploités.

## Organisation et investissement commercial

### Organisation

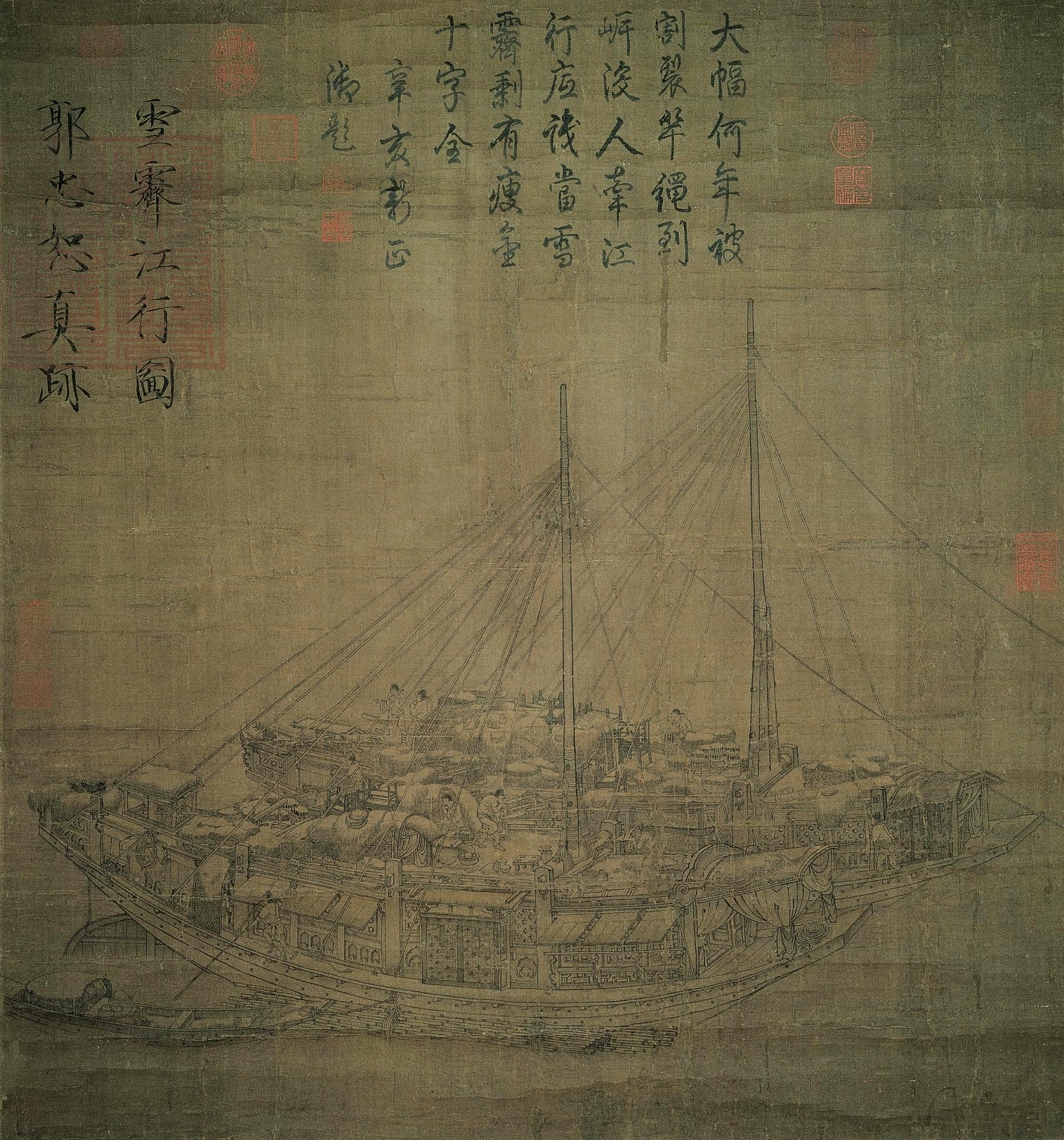
Peinture Song sur soie représentant deux cargos chinois.

Durant la dynastie Song, la classe marchande devient plus sophistiquée, respectée et organisée que par le passé. Leurs richesses accumulées rivalisent souvent avec celles des fonctionnaires érudits qui gèrent les affaires gouvernementales. À propos de leur organisation, Ebrey, Walthall et Palais décrivent les marchands de cette manière :
« [Ils] installent des partenariats et des sociétés par actions, avec la séparation des propriétaires (actionnaires) et des dirigeants. Dans les grandes villes, les marchands sont organisés en guildes en fonction du type de produits vendus. Régulièrement, ils fixent les prix et arrangent les ventes entre les fournisseurs et les magasins de détail. Lorsque le gouvernement réquisitionne des marchandises et impose les taxes, il traite avec les dirigeants des guildes concernées. »
Durant la période Song, le commerce dans les zones urbaines est dominé par les entreprises gouvernementales et les grandes entreprises privées. En revanche, il existe pléthores de petites entreprises  et entrepreneurs privés qui développent les banlieues lointaines et les zones rurales. Il existe également un important marché noir qui augmente à partir de l'invasion de la Chine du Nord par les Jurchens et l'établissement de la dynastie Jin (1115-1234). Vers 1160, le marché noir représente chaque année entre 70 et 80 000 bovins. Les familles locales sont bien souvent à la tête de plusieurs commerces prospères, comme des fours et magasins de poteries, des pressoirs à huile, des magasins de vins ou encore des petites papeteries. Ils possèdent parfois de petits locaux pour des auberges, médiums, pharmacies et vendeurs de vêtements, entre autres.

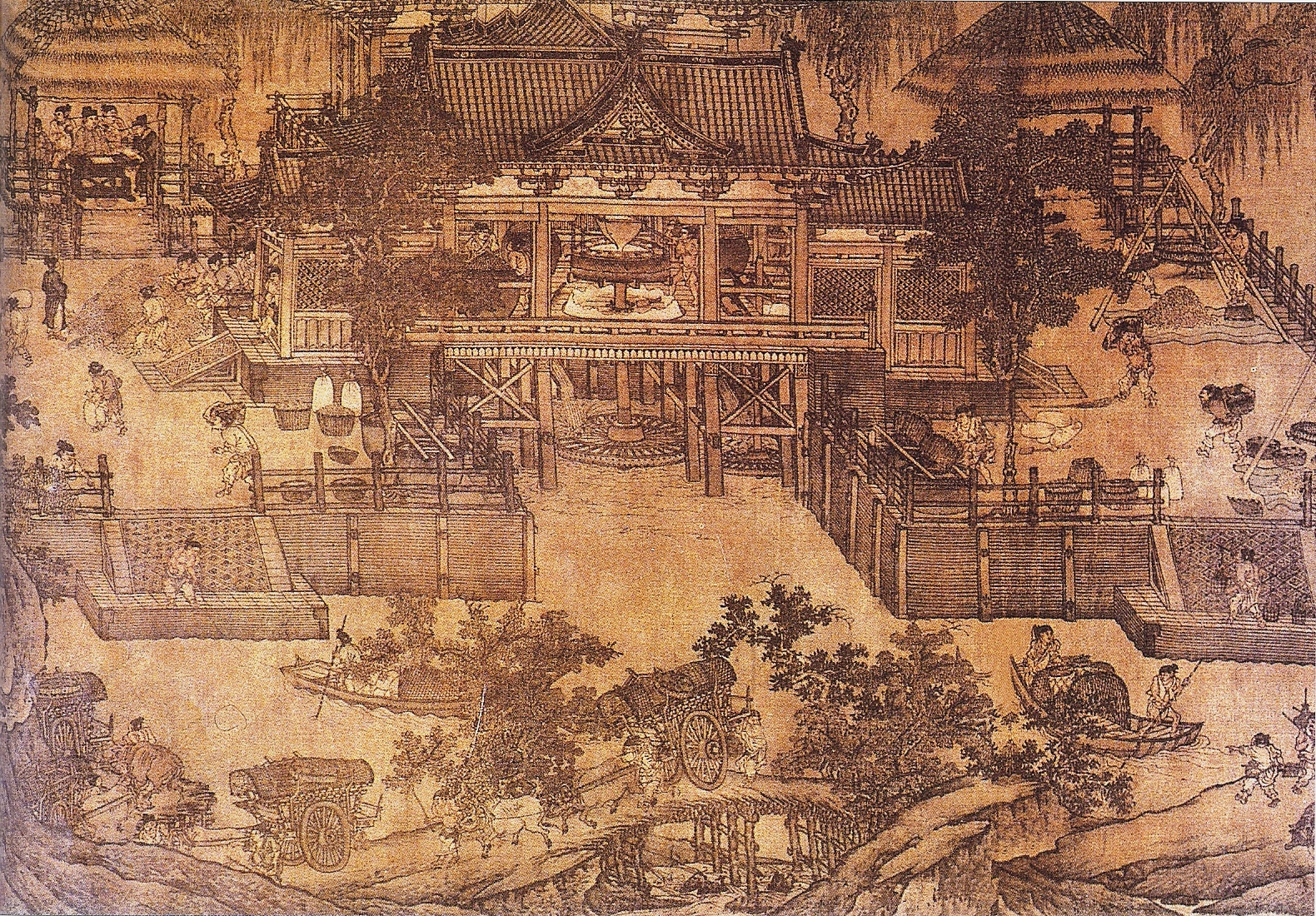
Peinture datant de la dynastie des Song du Nord représentant un moulin à eau.

Les familles rurales qui vendent d'importants surplus agricoles au marché peuvent non seulement se permettre d'acheter plus de charbon de bois, thé, huile et vin, mais elles peuvent aussi amasser assez de fonds pour financer des moyens de production supplémentaires afin de générer encore plus de revenus. En plus des produits comestibles nécessaires, les familles de fermiers peuvent parfois produire du vin, du charbon de bois, du papier, du textile et d'autres marchandises qu'elles vendent par l'intermédiaire de courtiers. Les fermiers à Suzhou se spécialisent souvent dans le bombyx mori pour produire de la soie, alors qu'au Fujian, Sichuan et Guangdong les fermiers font pousser de la canne à sucre. Pour assurer la prospérité des zones rurales, la mise en place de projets de travaux et d'améliorations techniques est essentielle. Le vaste système d'irrigation de la Chine est constitué de nombreuses roues à aubes produites en masse de façon standard qui permettent d'amener l'eau dans des champs situés au-dessus des cours d'eau.
Pour les vêtements, les Hanfu sont portés par les familles aisées et de l'élite sociale alors que les pauvres s'habillent en chanvre et ramie. À la fin de la période Song, les vêtements en coton sont également utilisés. La cargaison de ces matériels et marchandises profite de l'invention de l'écluse sur les canaux durant le Xe siècle en Chine. Le scientifique et homme d'État Shen Kuo (1031-1095) écrit que la construction d'une écluse à Zhenzhou (sans doute Kuozhou sur le Yangzi Jiang) durant les années 1020 et 1030 a permis de libérer l'usage de cinq cents ouvriers travaillant chaque année sur le canal, et ainsi économiser 1 250 000 ligatures par an. Il écrit que l'ancienne méthode consistant à tirer les bateaux limite leur capacité de chargement à 21 tonnes de riz par vaisseau. Mais après l'apparition des écluses, la capacité des bateaux monte à 28 tonnes. Enfin, il ajoute que vers 1080 les bateaux gouvernementaux atteignent une capacité de 50 tonnes, alors que les bateaux privés ont une capacité de 113 tonnes.

### Commerce extérieur

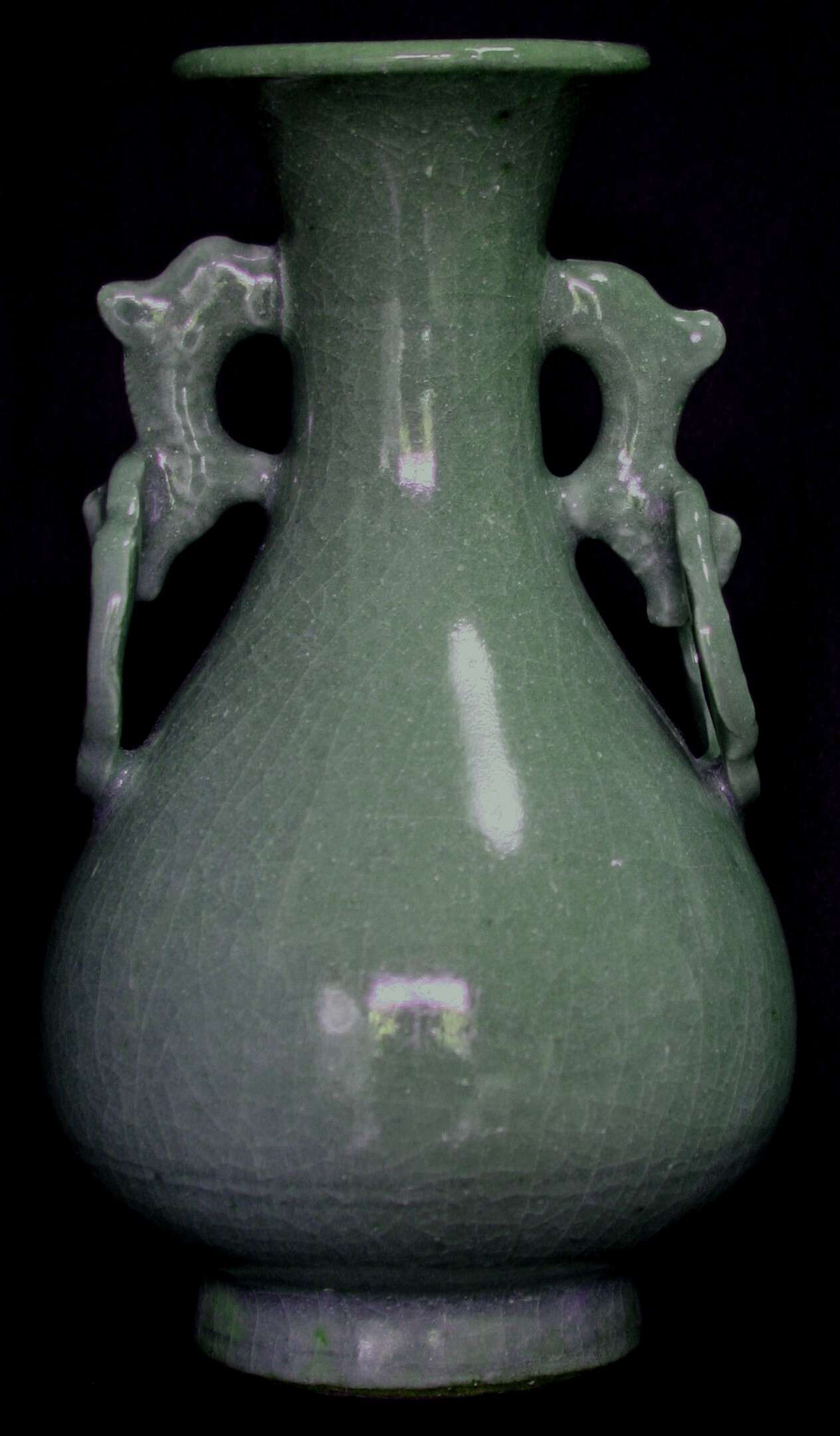
Vase en céladon de Longquan du XIII.

Le commerce maritime à l'étranger vers l'Asie du Sud-Est, le monde hindou, le monde islamique et l'Afrique de l'Est apporte aux marchands de grandes fortunes. Bien que le volume de commerce intérieur le long du Grand Canal, du Yangzi Jiang, ses affluents et ses lacs et des autres systèmes de canaux l'emporte sur les gains générés par le commerce extérieur, d'importants ports maritimes soutiennent l'économie de la Chine, comme Quanzhou, Fuzhou, Guangzhou et Xiamen. Ces ports sont reliés à l'arrière-pays grâce à des canaux, lacs et rivières qui forment une chaîne d'approvisionnement qui permet l'acheminement des cultures produites à l'intérieur des terres. L'importante demande en Chine sur les produits de luxe et les épices produits en Inde orientale favorise la croissance du commerce maritime extérieur de la Chine durant la période Song. Avec l'industrie minière, les chantiers navals de la province du Fujian augmentent leur production de façon exponentielle, puisque le commerce maritime gagne en importance et que la population de la province commence à augmenter de façon significative. La capitale Song, Hangzhou, possède un important canal qui relie la ville directement au port de Mingzhou (actuelle ville de Ningbo), qui centralise la plupart des marchandises importées en Chine.
Malgré la multiplication des casernes de pompiers et une importante force de lutte contre les incendies, les feux continuent de représenter une menace pour la ville de Hangzhou et ses diverses entreprises. Afin de protéger leur stock des incendies qui sévissent dans la ville, les marchands et vendeurs font appel aux services des riches familles de Hangzhou, des eunuques et des impératrices qui possèdent de grands entrepôts à l'extérieur des murs de la ville. Ces bâtiments sont entourés de toute part par des canaux et sont lourdement gardés par des veilleurs jour et nuit. Les chantiers navals sont sources d'emploi pour un grand nombre d'artisans, alors que les marins trouvent beaucoup d'opportunités puisque les familles chinoises possèdent plus de moyens financiers pour acheter et exploiter des navires pour le commerce maritime extérieur. Les étrangers et marchands d'autres pays ont également un impact sur l'économie de la dynastie Song. Par exemple, plusieurs musulmans s'installent en Chine, non seulement pour le commerce, mais aussi pour dominer l'industrie d'import-export et dans certains cas devenir des fonctionnaires dans les administrations économiques,. Toutefois, pour les marchands maritimes chinois, les voyages si longs pour commercer avec l'étranger possèdent des risques. Afin de se prémunir d'éventuelles pertes pécuniaires lors des missions lointaines :
« Les investisseurs [de la période Song] ont pour habitude de diviser leur investissement sur plusieurs bateaux et chaque navire appartient à plusieurs investisseurs. Un observateur pensait que l'empressement à investir dans le commerce extérieur est soutenu par une diffusion des pièces en cuivre. Il écrit que « les gens le long des côtes ont des relations avec les marchands qui commercent à l'étranger, pas uniquement car ils sont des compatriotes ou des connaissances personnelles... [Ils donnent aux marchands] de l'argent qu'ils emportent sur leurs bateaux pour acheter et ramener des marchandises étrangères. Ils investissent entre dix et cent ligatures et font régulièrement des profits de plusieurs centaines de pour cent. » »

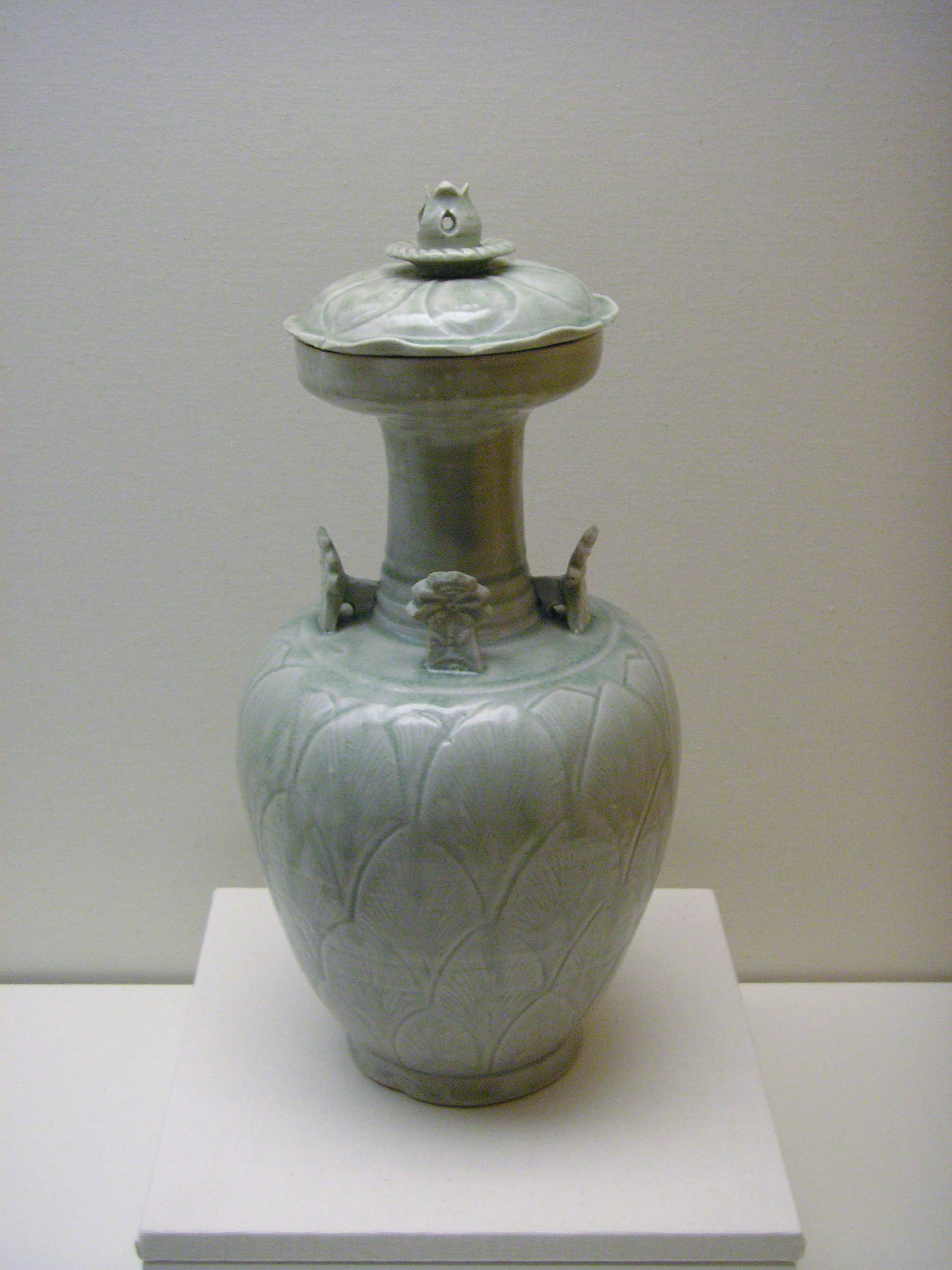
Vase en pierre de Longquan datant du ou XIe siècle, de la province du Zhejiang.

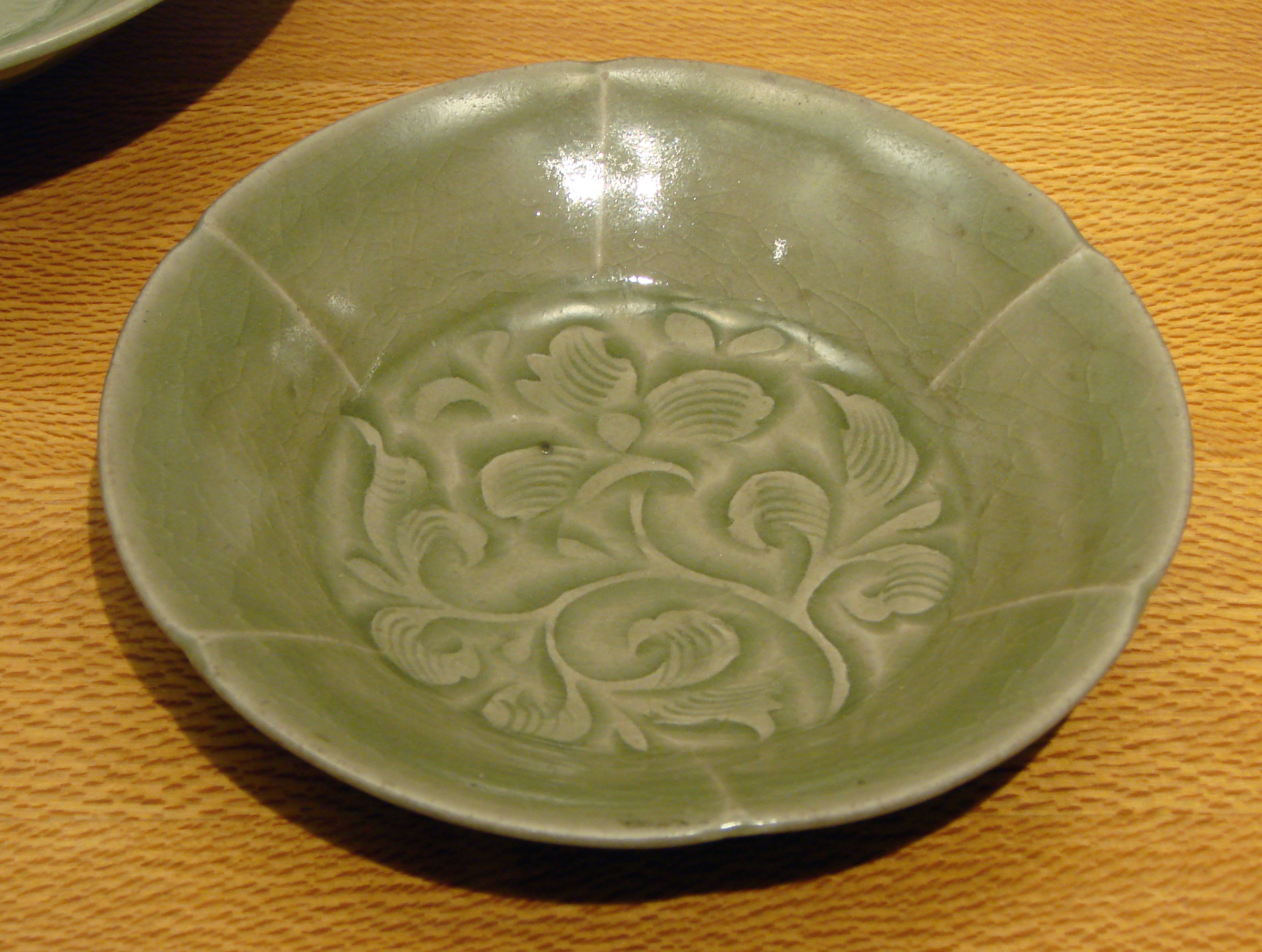
Plateau en céladon de Yaozhou, dans le Shaanxi, ou XIe siècle.

L'auteur Zhu Yu écrit dans Pingzhou Ketan en 1119 à propos de l'organisation, des pratiques maritimes et des normes gouvernementales sur la navigation en mer, leurs marchands et leurs équipages. Son livre indique :
« Selon les réglementations gouvernementales sur les navires, les plus grands peuvent transporter plusieurs centaines d'hommes et les plus petits peuvent à peine accueillir cent personnes. Un des plus importants marchands est choisi pour devenir Dirigeant (gang shou), un autre est Dirigeant Adjoint (fu gang shou) et un troisième Chef des Affaires (za shi). Le super-intendant de la marine marchande leur donne une autorisation pour utiliser des coups de bambous pour punir leurs entreprises si nécessaire. Si quelqu'un meurt en mer, ses biens sont confisqués au profit du gouvernement... Les navigateurs sont familiers avec la configuration des côtes ; la nuit ils se guident grâce aux étoiles et le jour grâce au soleil. Par mauvais temps, ils regardent l'aiguille qui pointe le sud (i.e. la boussole). Ils utilisent aussi une ligne longue de cent pieds avec un crochet à son extrémité qui leur permet de prélever des échantillons des fonds marins ; par leur apparence et leur odeur ils peuvent déterminer précisément leur localisation. »
Les voyageurs étrangers en Chine remarquent souvent la force économique du pays. Le voyageur berbère marocain Ibn Battûta (1304-1377) écrit sur ces nombreuses expériences de voyages sur le continent eurasien, notamment en Chine. Après avoir décrit les somptueux navires chinois avec d'immenses cabines et salons, ainsi que la vie des équipages et capitaines chinois, Battûta écrit que « parmi les habitants de la Chine il y a ceux qui ont plusieurs bateaux sur lesquels ils envoient leurs employés vers l'étranger. Nulle part dans le monde on ne peut trouver plus riche que les Chinois ».

### Salaires et revenus
Les riches propriétaires terriens sont typiquement ceux qui peuvent se permettre d'éduquer leurs fils pour les plus hauts grades de la fonction publique. Toute famille importante au niveau local tente donc d'obtenir une visibilité nationale en envoyant ses fils loin du foyer pour étudier et ensuite postuler à une fonction de Ministre d'État. La crainte de perte de niveau social reste donc un souci avec le problème du partage des héritages. Suggérant des moyens d'augmenter les possessions d'une famille, Yuan Cai (1140-1190) écrit à la fin du XIIe siècle que ceux qui obtiennent un poste avec un salaire décent ne devraient pas le convertir en or ou en argent, mais pourraient voir leurs gains augmenter avec des investissements :
« Par exemple, s'il possède 100 000 ligatures en or et argent et utilise cette monnaie pour acheter des biens productifs, en un an il pourra gagner 1 000 ligatures ; après plus de dix ans, il aura regagné ses 10 000 ligatures et partagera ses intérêts avec sa famille. Si cette somme a été investie dans un commerce de prêteur sur gage, en trois ans les intérêts seront égaux au capital initial. Il possèdera toujours 100 000 ligatures et le reste des intérêts pourra être divisé. De plus, son capital sera encore doublé trois ans plus tard. »
Shen Kuo (1031-1095), ministre des Finances, est de la même opinion. Sur la vélocité de la circulation des capitaux, il écrit en 1077 :
« L'utilité de la monnaie découle de sa circulation et du système de prêts. Un village de dix foyers possède peut être 100 000 pièces. Si l'argent est conservé chez un seul individu, même après un siècle, la somme reste de 100 000. Si les pièces circulent à travers des transactions commerciales, alors chacun des individus des dix foyers peut profiter de l'utilité des 100 000 pièces, et donc son utilité va attendre 1 000 000 de pièces. Si la circulation continue sans s'arrêter, l'utilité de la monnaie ira bien au-delà. »
Un effort considérable est enfin concentré dans la recherche de l'élévation du niveau de vie durant la dynastie Song. Une étude de l'historien économique Cheng Minsheng estime que le revenu moyen des travailleurs des basses couches sociales est de 100 wen par jour, soit environ 5 fois supérieur au revenu de subsistance estimé à 20 wen par jour, et constitue un chiffre important pour une économie pré-industrielle.

## Industrie

### Industrie métallurgique

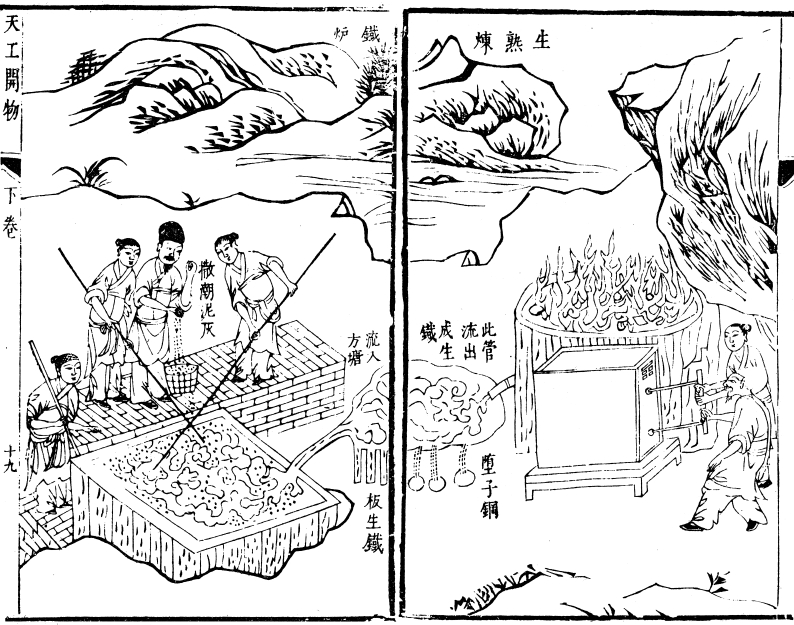
Le processus de fusion du minerai de fer pour transformer la fonte brute en fer forgé, avec l'illustration de droite affichant les hommes qui travaillent sur un haut fourneau, provenant de l'encyclopédie Tiangong kaiwu, 1637.

Avec l'essor de l'imprimerie de billets de banque apparaît le début d'une révolution industrielle chinoise. L'historien Robert Hartwell estime que la production de fer par habitant a été multipliée par six entre 806 et 1078, si bien qu'en 1078 la Chine produit 125 000 tonnes de fer chaque année. Toutefois, l'historien Donald Wagner remet en cause la méthode utilisée par Hartwell pour calculer ces chiffres (par exemple en utilisant les recettes fiscales et les quotas imposés).
Le processus de fusion utilise d'énormes soufflets actionnés par des roues à aubes. Il consomme également une importante quantité de charbon de bois, ce qui conduit à une importante déforestation du nord de la Chine. Cependant, à la fin du XIe siècle, les Chinois découvrent que l'usage du coke peut remplacer le charbon, sauvant ainsi de nombreuses forêts de la déforestation,. Le fer et l'acier sont à cette époque largement utilisés dans la fabrication en masse de charrues, marteaux, aiguilles, épingles, clous, cymbales, chaînes pour les ponts suspendus, statues bouddhistes et autres objets du quotidien pour le marché intérieur chinois. Le fer est aussi un composant de fabrication pour les processus de production de sel et de cuivre. Beaucoup de canaux récemment construits relient les principaux sites de production de fer et d'acier aux principaux marchés de la capitale. L'industrie métallurgique est également entraînée par le commerce extérieur, qui élargit considérablement le haut niveau d'activité de la marine chinoise durant la période des Song du Sud.
Grâce aux nombreuses requêtes envoyées au gouvernement central par les administrateurs régionaux, les historiens possèdent des preuves sur la taille et la portée de l'industrie métallurgique sous la période Song. Le fameux magistrat Bao Qingtian (999-1062) la décrit à Hangcheng, dans la préfecture de Tongzhou, le long de la rivière Hai He, avec des ateliers supervisés par des régulateurs gouvernementaux. Il écrit que 700 de ces ateliers sont des fonderies de fer, dont 200 ont un soutien plus important du gouvernement, qui fournit le charbon et des artisans qualifiés (les autres recrutent par eux-mêmes des travailleurs locaux peu qualifiés). La plainte de Bao envers le trône concerne les lois gouvernementales contre les fonderies privées au Shaanxi qui freinent les profits de l'industrie. Le gouvernement en tient compte et lève finalement l'interdiction des fonderies privées dans cette province en 1055,. Par conséquent, les profits augmentent et le prix du fer diminue. 100 000 jin (60 tonnes) de fer sont produits annuellement dans le Shaanxi dans les années 1040, avant d'atteindre 600 000 jin dans les années 1110, signant ainsi le renouveau de l'industrie métallurgique dans la région. Bien que les principales fonderies du Shaanxi soient contrôlées par le gouvernement, il existe beaucoup de fonderies indépendantes contrôlées et détenues par de riches familles. En tant que gouverneur de Xuzhou en 1076, le poète et homme politique Su Shi (1037-1101) écrit que dans la préfecture industrielle de Liguo située dans la région qu'il administre, il existe 36 fonderies de fer détenues par différentes familles, chacune employant plusieurs centaines de personnes dans les mines de fer, la production de son propre charbon et la fusion du fer.

### Production de poudre à canon

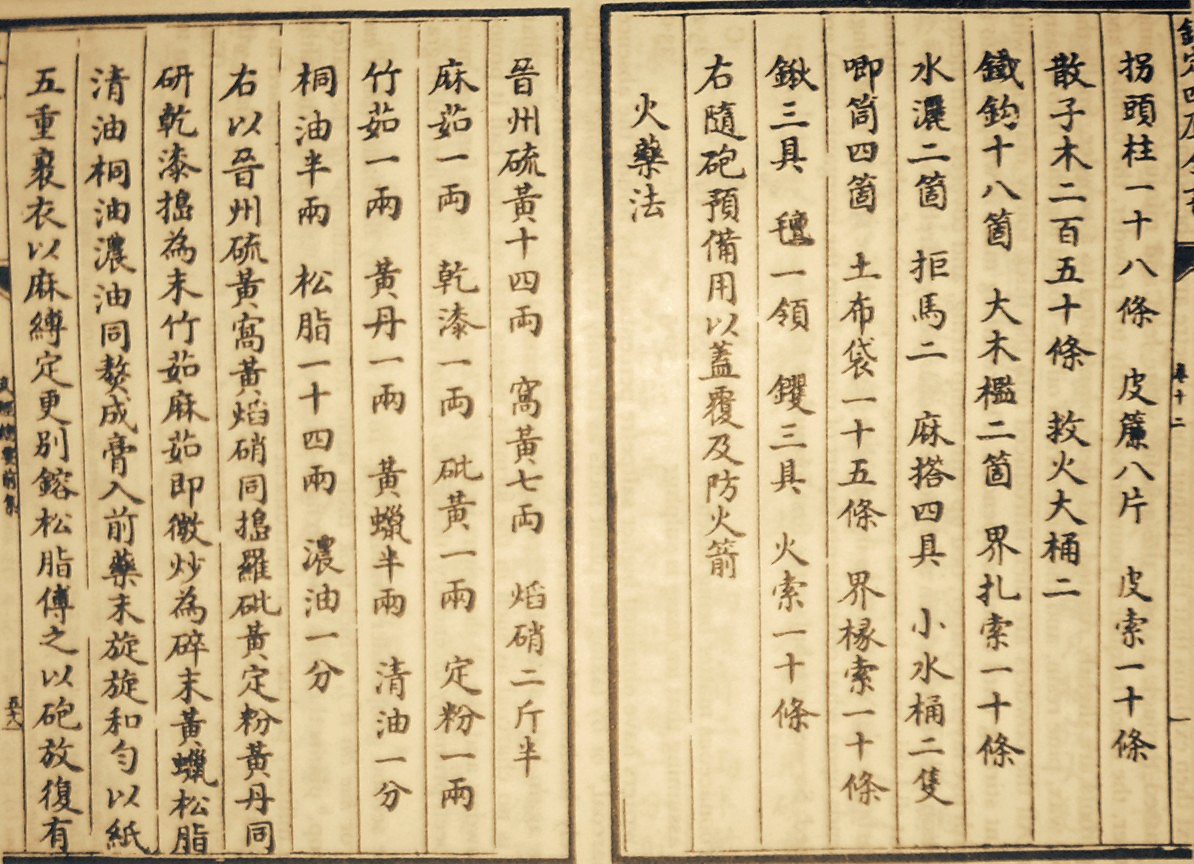
Les premiers écrits connus de formules pour la fabrication de poudre à canon, tirés du manuscrit Wujing Zongyao en 1044.

Durant la période Song, il existe un important accord entre la force de travail et la bureaucratie qui permet l'extraction de ressources dans les différentes provinces de Chine. La production de soufre, que les Chinois appellent « vitriol liquide », est extraite de la pyrite et utilisé dans des buts pharmaceutiques et pour la fabrication de poudre à canon. Il est obtenu par la torréfaction des pyrites de fer, en transformant le sulfure en oxyde. Le minerai est moulé avec des briquettes de charbon dans un four en terre cuite duquel on récupère le soufre en vapeur. Le soufre se solidifie et cristallise. Le texte historique Song Shi (« Histoire des Song », compilé en 1345) dit que le principal producteur de soufre des dynasties Tang et Song est la région administrative de Jin Zhou (au Sud du Shanxi). Les bureaucrates nommés dans la région gèrent le processus industriel et sa vente. Le volume de soufre produit et distribué entre 996 et 997 est de 405 000 jin (environ 200 tonnes). Il est noté qu'en 1076 le gouvernement Song possède un strict monopole commercial sur la production de soufre, et si les teintureries et les ateliers gouvernementaux  vendent leur production au marché noir, ils se voient infliger des amendes par les autorités,. Même avant cela, en 1067, le gouvernement Song promulgue un édit proclamant que les habitants du Shanxi et du Hebei ne peuvent vendre aux étrangers des produits comprenant de la salpêtre et du soufre. Cet acte montre les inquiétudes du gouvernement sur le potentiel des armes à feu pouvant être développées par les ennemis de la Chine (Tangoutes et Khitans notamment).
Puisque Jin Zhou est proche de la capitale Kaifeng, cette dernière devient le plus important producteur de poudre à canon durant la période des Song du Nord. Avec le soufre enrichi à partir de pyrite plutôt que le soufre naturel, les Chinois sont capables de transformer l'usage de la poudre à canon d'un usage incendiaire vers un usage explosif pour son artillerie. Il existe de grandes usines de production d'armes à feu qui utilisent la poudre à canon. durant la guerre contre les Mongols, en 1259, le fonctionnaire Li Zengbo écrit dans son Ko Zhai Za Gao, Xu Gao Hou que la ville de Qingzhou fabrique entre un et deux milliers de coque à bombes en fer chaque mois, qui sont envoyées ensuite à Xiangyang et Yingzhou où sont assemblées entre dix et vingt mille bombes par mois. Un des principaux arsenaux  pour le stockage de la poudre à canon et des armes est situé à Weiyang. Malheureusement, il prend accidentellement feu et est désintégré dans une importante explosion en 1280.

## Commerce

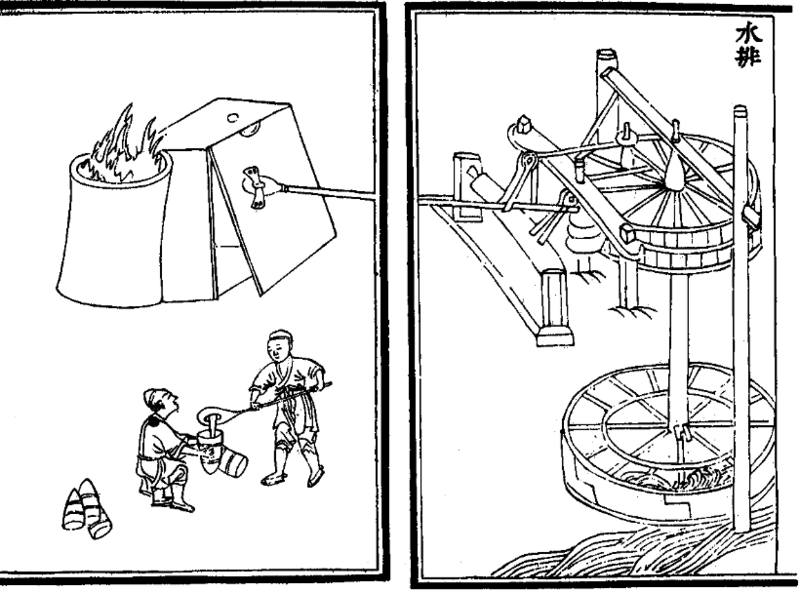
Un haut-fourneau de fusion en fonte, avec soufflet actionné par une roue hydraulique et un dispositif mécanique, extrait du Nong Shu par Wang Zhen, 1313

Certaines régions de Chine profitent de la compétitivité de leurs industries pour prospérer. Dans d'autres, le gouvernement exerce une stricte régulation et un monopole sur la production et le commerce de ces régions, pas seulement dans l'industrie du fer. Au début de la dynastie Song, le gouvernement soutient les moulins à soie et les échoppes de brocarts dans les provinces de l'Est et dans la capitale. Toutefois, dans un même temps il met en place une interdiction de commercialisation de la soie fabriquée par des entreprises privées dans la province du Sichuan. Cette interdiction porte un coup à l'économie de la province, ce qui conduit à une rébellion vite contenue. La province sera alors reconnue pour ses industries indépendantes dans la production de bois et la culture d'oranges. Les réformes du Premier ministre Wang Anshi (1021-1086) suscitent un vif débat entre les ministres de la cour lorsqu'il nationalise les industries de fabrication, transformation et distribution du thé, sel et vin. Le monopole d'État sur le thé du Sichuan est la première source de revenus pour l'achat de chevaux dans le Qinghai afin de fournir la cavalerie étatique. Les restrictions sur la fabrication et le commerce privé de sel sont également critiquées par le célèbre poète Su Shi. Au gré des changements de factions au pouvoir à la cour, les réformes de Wang Anshi sont tour à tour abandonnées et réinstaurées. Malgré les brouilles politiques, la principale source de revenus de l'empire provient toujours des différents monopoles et impôts indirects. Pour les entrepreneurs privés, les marchands peuvent faire d'importants profits dans le commerce des produits de luxe et la production régionale spécialisée. Par exemple, les producteurs de soie du xian de Raoyang, de la préfecture de Shenzhou et du Sud de la province du Hebei sont particulièrement connus pour la fabrication de chapellerie en soie pour l'Empereur et les plus hauts fonctionnaires de la capitale.

### Monnaie en cuivre et reçus de dépôt

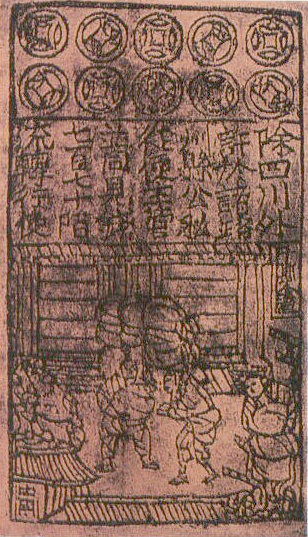
Jiaozi, la première monnaie imprimée sur papier au monde, une innovation de la dynastie Song.

L'origine du développement des billets de banque remonte à la dynastie Tang (618-907), lorsque le gouvernement interdit l'usage de rouleaux de soie comme monnaie, ce qui a eu pour conséquence l'augmentation de l'usage de pièces en cuivre. En 1085, la production de monnaie en cuivre atteint 6 milliards de pièces par an (à mettre en comparaison avec les 327 millions de pièces battues annuellement durant la période prospère de la dynastie Tang, la période Tianbo entre 742 et 755),. La croissance de l'économie est sans précédent en Chine : la production de pièces de monnaie n'était que de 800 millions de pièces par an en 997. En 1120, le gouvernement collecte cette seule année 18 millions d'onces d'argent en taxes.
Beaucoup de marchands de l'époque de la dynastie Tang souhaitent remédier au poids et à l'encombrement des pièces de cuivre nécessaires à chaque transaction. Cela les conduit donc à utiliser des boutiques de dépôt où les marchandises ou l'argent ont été précédemment confiés. Les marchands peuvent déposer les pièces de cuivre dans des boutiques détenues par de riches familles et d'importants grossistes, en échange de quoi ils se voient remettre un reçu qui peut être utilisé dans un certain nombre de villes voisines par des personnes accréditées. Depuis le Xe siècle, le gouvernement Song commence à émettre ses propres reçus de dépôt, même si ceux-ci se limitent principalement dans les transactions concernant l'industrie et le commerce du sel. La première monnaie de papier régionale officielle en Chine remonte à l'an 1024, dans la province du Sichuan,. Robert Temple dit que les billets sichuanais peuvent remonter à 1023. Avant cette date, soixante entreprises ou banques privées émettent des reçus pour échange. Mais cette année le gouvernement Song décide de prendre le pouvoir sur ces entreprises avec la création d'une agence officielle.
Bien que la production de monnaie en cuivre croît énormément jusqu'en 1085, environ cinquante mines de cuivre ferment entre les années 1078 et 1085. Même s'il y a eu en moyenne plus de mines de cuivre dans la Chine des Song du Nord que dans la précédente dynastie Tang, ce chiffre s'inverse au cours des Song du Sud avec une forte baisse et l'épuisement des gisements de cuivre exploités depuis 1165. La monnaie en cuivre est abondante au début du XIe siècle. Le Premier Ministre Wang Anshi substitue le travail forcé par une amende et le gouvernement possède maintenant la mainmise sur l'octroi de prêts agricoles. De ce fait, le peuple doit trouver d'autres sources de financement, ce qui se traduit par la raréfaction des pièces en cuivre. Pour aggraver la situation, un montant important de pièces en cuivre sortent du pays via le commerce extérieur, alors que les dynasties Liao et des Xia occidentaux cherchent à échanger leur propre monnaie en acier contre la monnaie en cuivre des Song. De plus, comme en témoigne un décret en 1103, le gouvernement Song devient prudent avec la sortie de pièces en acier vers l'Empire Liao puisqu'il ordonne que le fer soit allié à l'étain dans le processus de fusion. De ce fait, cela diminue les chances que les Liao fondent les pièces afin de fabriquer des armes en fer.
Le gouvernement tente d'interdire l'usage des monnaies en cuivre dans les régions frontalières et dans les ports, mais la monnaie en cuivre émise par les Song devient commune dans les économies Liao, des Xia occidentaux, japonaise et d'Asie du Sud-Est. Le gouvernement Song se tourne donc vers d'autres matériaux pour la fabrication de sa monnaie, afin de répondre à la demande croissante de monnaie, en émettant des pièces en fer et des billets de banque en papier,. En 976, le pourcentage de monnaie en cuivre est de 65 %. Après 1135, il passe à 54 %, à la suite d'une tentative du gouvernement pour dévaloriser la monnaie de cuivre.

### La première monnaie sur papier au monde

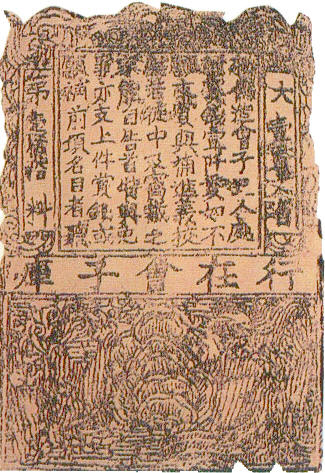
Monnaie Huizi, émise en 1160.

Le gouvernement central découvre rapidement les avantages économiques de la monnaie imprimée sur papier, en délivrant un droit de monopole à plusieurs magasins de dépôts pour la diffusion de ces certificats de dépôt .Au début du XIIe siècle, le montant des billets de banque émis par an atteint l'équivalent de 2 millions de ligatures. Dans les années 1120, le gouvernement central produit sa propre monnaie en papier (utilisant des blocs d'impression en bois). 
Avant cela, le gouvernement amasse un montant important de tribut de papier. Il est noté que chaque année avant 1101, la préfecture de Xinan (actuelle Xixian dans le Anhui) envoie à elle seule 1 500 000 feuilles de papier de sept variétés différentes vers la capitale Kaifeng. En 1101, l'empereur Song Huizong décide de diminuer le montant du tribut de papier puisqu'il représente un effet néfaste et une charge importante sur les populations de ces régions. Toutefois, le gouvernement a toujours besoin de papier produit en masse pour l'échange de certificats et la monnaie gouvernementale en papier. Pour l'impression de monnaie en papier, la cour Song établit plusieurs usines gouvernementales dans les villes de Huizhou, Chengdu, Hangzhou et Anqi. La taille de la force ouvrière employée dans ces usines est importante, puisqu'en 1175 plus d'un millier de travailleurs sont enregistrés dans la seule usine de Hangzhou. Cependant, la monnaie émise par le gouvernement ne fait pas encore office de standard. L'usage des billets de banque est limité à certaines régions de l'empire et ils ne sont utilisables que dans une limite de temps de trois ans,. La limitation géographique change entre les années 1265 et 1274, lorsque le gouvernement des Song du Sud produit finalement une monnaie de papier nationale et standard, une fois que sa diffusion générale est soutenue par l'argent et l'or. La gamme de différentes valeurs de ces billets de banque va d'une à cent ligatures. Depuis 1107, la monnaie de papier du gouvernement utilise six couleurs d'encre et des dessins complexes. Le papier est parfois confectionné avec une fibre unique afin d'éviter les contrefaçons.
Les dynasties suivantes Yuan, Ming et Qing vont émettre leur propre monnaie de papier. Même la dynastie contemporaine des Song du Sud, la dynastie Jin, qui détient le Nord de la Chine, suit cette tendance et émet sa propre monnaie de papier. Des fouilles archéologiques à Jehol ont mis au jour des plaques d'imprimerie datant de l'an 1214, qui produisaient des billets de 10 cm sur 19 d'une valeur de cent ligatures de 80 pièces. Cette monnaie de papier des Jin contient un numéro de série et un avertissement sur la décapitation des contrefacteurs ainsi que la récompense de trois cents ligatures pour toute dénonciation de fraude.

### Emploi et entreprises dans les villes

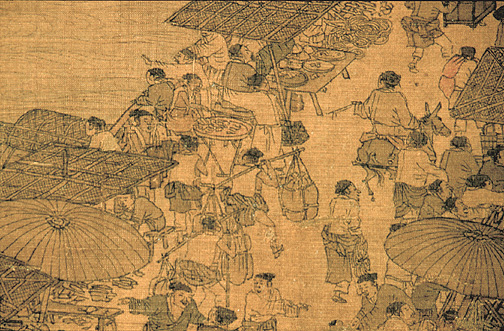
Magasins et étals avec des parasols et des toits en chaume, alignés sur une berge, détail tiré d'une peinture sur soie de Zhang Zeduan (1085-1145).

Dans les villes, il existe une multitude de professions et de lieux de travail à disposition de ceux qui n'héritent pas de leur profession par leur lignée paternelle. Les historiens sinologues ont la chance d'avoir en leur possession de nombreuses sources écrites décrivant avec détails chaque lieu et entreprise dans les villes de la Chine Song. Par exemple, dans les ruelles et avenues autour de la Porte de l'Est du temple Xiangguo à Kaifeng, l'historien Stephen H. West cite une source :
« Le long de l'avenue du temple de la Porte de l'Est (...) on trouve des boutiques spécialisées en casquettes en tissus avec des queues pointues, ceintures et bretelles, livres, fleurs ainsi que les repas végétariens au thé de la famille Ding (...) Au Sud du temple il y a des bordels(...) Les nones et les brodeurs vivent dans la ruelle des broderies(...) Il y a un nombre assez important de restaurants du Sud sur la rue, ainsi qu'une pléthore de maisons closes. »
De la même façon que le « Quartier des Plaisirs » le long de l'avenue de la guilde équestre, près d'un temple zoroastrien à Kaifeng, West cite la même source, le Dongjing Meng Hua Lu :
« En plus des portes des foyers et des commerces qui bordent les deux côtés de la rue de la nouvelle Porte Fengqiu (...) les campements militaires des différentes brigades et des colonnes [de la Garde Impériale] sont situés en face par paires le long d'environ dix li à l'approche de la porte. D'autres quartiers, ruelles et espaces clos ouverts sillonnent la région, par dizaines de milliers, même s'il est impossible de savoir leur nombre réel. Dans chaque lieu unique, les portes sont pressées les unes contre les autres, chacun avec ses propres salles de thé, cabarets et nourriture et boissons. Normalement, les petites entreprises familiales du marché achètent des aliments [préparés] et des boissons dans les magasins alimentaires, ils ne cuisinent pas à la maison. Pour les aliments du Nord, on trouve des cubes de viande séchés dans le style Shi Feng (...) faits de divers éléments de compote (...). Pour la nourriture du sud, la Chambre des Jin au Temple Pont (...) et la Chambre des Zhou aux neuf virages (...) sont reconnues être les meilleurs. La nuit les marchés ferment après la troisième veille et rouvrent à la cinquième. »

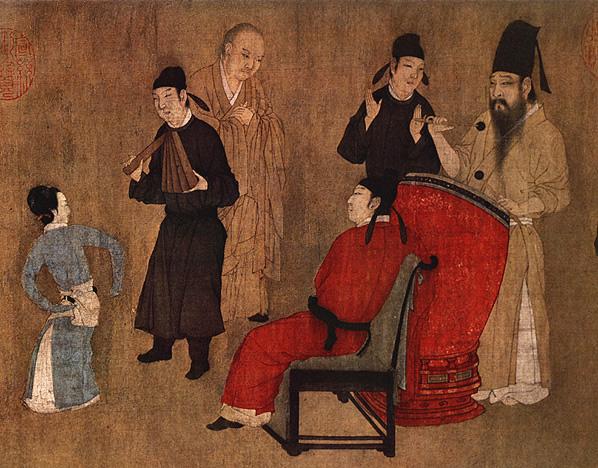
Extrait du remake du XII par Gu Hongzhong du Festivités nocturnes de Han Xizai. Sur cette scène il y a deux musiciens et un danseur qui divertissent les invités de Han Xizai.

West remarque que les commerçants de Kaifeng ont rarement le temps de manger chez eux, ils choisissent donc de sortir pour aller manger dans divers endroits, comme les restaurants, temples et stands de nourritures. Les affaires des restaurants sont florissantes avec cette nouvelle clientèle, alors que les restaurants qui proposent des spécialités locales visent les clients tels que les marchands et fonctionnaires qui viennent de régions de Chine où les styles et saveurs culinaires sont drastiquement différents de ceux traditionnellement servis dans la capitale,. Le « quartier des plaisirs », où l'on trouve des spectacles d'acrobates ou de théâtre, des tavernes et des maisons de chant, regorge de stands de nourritures ouverts toute la nuit,. West fait un lien direct entre le succès de l'industrie théâtrale et l'industrie culinaire dans les villes. Sur les quelque cinquante théâtres du quartier des plaisirs à Kaifeng, quatre d'entre eux peuvent accueillir plusieurs milliers de spectateurs chacun, attirant ainsi d'importantes foules qui constituent une base énorme de clients potentiels pour les entreprises aux alentours. En plus de la nourriture, les commerçants dans les aigles et faucons, peintures précieuses, rouleaux de soie et vêtements, joaillerie de perles, jade, cornes de rhinocéros, or et argent, bijoux de coiffes, peignes, casquettes, écharpes et encens aromatiques développent leurs activités sur les marchés.

### Commerce à l'étranger
La dynastie Song promeut activement le commerce extérieur. Environ cinquante pays font du commerce avec les Chinois, dont Ceylan, Srivijaya, Bornéo, Kelantan, Champa, Chenla, Java, Inde, Calicut, Bengal, Gutis, Gujara, La Mecque, Bagdad, Irak, Amman, Almoravides, Sicile, Maroc, Tanzanie, Somalie, îles Ryūkyū, Corée et Japon. Des perles, de l'ivoire, des cornes de rhinocéros, de l'encens; du corail, de l'agate, des carapaces de tortues, des gardénias et des roses sont importés des pays arabes et de Samboja, les herbes médicinales de Java, l'argent et le cuivre de Corée.
Pour promouvoir le commerce extérieur et augmenter les profits du gouvernement dans le contrôle des marchandises importées, en 971 le gouvernement met en place un « Superviseur du Commerce Extérieur » à Guangzhou, avant d'en installer successivement à Hangzhou en 999, à Mingzhou (ville actuelle de Ningbo), à Quanzhou en 1079, dans le xian de Huating en 1113 et à Jiangyin en 1145. Initialement, le « Superviseur du Commerce Extérieur » est subordonné au « Département des Transports » ou à la préfecture, avant de dépendre de sa propre agence indépendante. Les rôles de cette fonction incluent :
- L'imposition des marchandises importées. Le taux de taxe variant durant la dynastie Song entre 10 et 40 %. Toutefois, au cours du règne de l'empereur Song Shenzong (1048-1085), le taux de taxe est abaissé à 6,67 %. Les taxes sont prélevées en marchandises et non en monnaie[87].
- L'achat et la vente de marchandises importées pour le compte du gouvernement. En 976, toutes les marchandises importées par les marchands étrangers sont uniquement vendues au gouvernement, la vente à titre privé étant interdite. La peine encourue varie en fonction de la quantité des marchandises incriminées. Elle peut aller jusqu'au tatouage sur le visage et le travail forcé. Petit à petit cette règle est quelque peu assouplie. Le Superviseur achète une partie des marchandises précieuses, comme 60 % des perles et 40 % des cornes de rhinocéros, le reste étant vendu sur le marché. Le prix d'achat est déterminé après imposition et est payé en monnaie, non pas en fonction du prix du marché mais d'un prix fixé par le gouvernement[88].
- L'émission de permis de commerce extérieur pour les marchands locaux.